# Jean L'Hôte
 (février 2016).
Si vous disposez d'ouvrages ou d'articles de référence ou si vous connaissez des sites web de qualité traitant du thème abordé ici, merci de compléter l'article en donnant les références utiles à sa vérifiabilité et en les liant à la section « Notes et références ».
Pour les articles homonymes, voir L'Hôte.
Jean L'Hôte, né le 13 janvier 1929 à Mignéville et mort le 28 avril 1985 à Nancy (Meurthe-et-Moselle) en Lorraine, est un écrivain et réalisateur français.

## Éléments de biographie
Ancien élève du lycée Henri-Poincaré à Nancy, Jean L'Hôte, pendant ses études d’art et d’archéologie à l’université de Nancy, participe à de nombreux mouvements culturels dont la revue Esquisse, le groupe Primevère, le Ciné-Club et le mouvement France-Amérique. En novembre 1948, il réussit le concours de l’Institut des hautes études cinématographiques (IDHEC). Avec son ami Jacques Krier, il se déplace à Paris pour faire des documentaires sur le quotidien des Français « comme on fait un film sur les Esquimaux, sur les habitants de la jungle ». Produits par son ami lorrain Paul Claudon, il commence à réaliser ses premiers courts métrages pour lesquels collaborent ses amis Pierre Etaix et Pierre Tchernia.
En 1950, en pleine crise du cinéma français, il entre comme stagiaire à la télévision naissante. Il collabore avec Georges Rouquier, Blaise Cendrars, Hubert Knapp et son ami nancéien Jean-Marie Drot. Il est un des pionniers du direct. C’est d'ailleurs une erreur pendant un de ces directs qui le fera limoger un temps de la télévision.
Il profite de ces vacances forcées pour écrire un roman à partir de ses souvenirs d’enfance (La Communale) et réaliser avec Charles Prost des films en caméra cachée. Le livre, qui connaît un beau succès, et les courts métrages le font repérer par Jacques Tati qui reconnaît en lui un observateur talentueux. Tati lui confie la coécriture du film Mon oncle. L’expérience du travail avec Jacques Tati et le succès du film lui permettent de travailler dans les années qui suivent avec Roberto Rossellini et Helmut Kautner.
De retour à la télévision, il réalise des sujets pour la plupart des émissions d’alors dont la prestigieuse Cinq colonnes à la Une et l’émission dominicale Présence protestante où il se fera des amitiés solides. C’est le conteur Jean-Pierre Chabrol qui lui permet de signer sa première fiction à la télévision. Il réalisera encore 17 fictions et une vingtaine de documentaires. Il écrit six livres édités, de nombreux projets non publiés dont Souvenirs de Tati (1974), des pièces de théâtre.
Il meurt le 28 avril 1985, quelques semaines avant de recevoir le 7 d'or du meilleur scénario pour son dernier film, Le Diable dans le bénitier.
Une partie de son œuvre s'inspire du terroir lorrain et de ses années d'enfance. D'aucuns ont parlé de lui comme d'un « Pagnol lorrain ». Ses films, rarement diffusés à la télévision, sont restés quelque peu confidentiels.
Ses principales archives sont confiées par la famille et les amis, depuis mai 2024, aux archives départementales de Meurthe-et-Moselle.

## Romans et recueils
- La Communale, dessins de Paul Grimault, Seuil, 1957 Prix Erckmann-Chatrian, 1957
- Un dimanche au champ d'honneur, Seuil, 1958
- Le Huguenot récalcitrant et autres nouvelles, Seuil, 1963
- Confessions d'un enfant de chœur, Flammarion, 1965
- Les Prairies du seigneur, Flammarion, 1968
- Le Mécréant ou les preuves de l'existence de Dieu, Les 3 alérions, 1981

## Filmographie

### Réalisations de fictions TV
- 1963 : Les Fous de Dieu, d'après le livre de Jean-Pierre Chabrol
- 1968 : Provinces (émission « La voûte »), série télévisée
- 1969 : Le Huguenot récalcitrant
- 1970 : La Demande en mariage
- 1971 : Ma femme
- 1971 : Le Prussien
- 1972 : L'Homme qui a sauvé Londres
- 1973 : L'Enlèvement
- 1974 : La Famille Grossfelder
- 1977 : Confessions d'un enfant de chœur
- 1981 : Le Mécréant
- 1981 : Le Rescapé de Tikéroa
- 1982 : Les Joies de la famille Pinelli
- 1983 : Les Lettres du bagne
- 1984 : Le Diable dans le bénitier

### Réalisations de fictions cinéma
- 1965 : La Communale
- 1975 : L'Éducation amoureuse de Valentin

### Courts métrages
- 1957 : La Peinture en liberté, coréalisé avec Charles Prost
- 1957 : Les Bains de mer, coréalisé avec Charles Prost
- 1957 : Les Autogrimpeurs, coréalisé avec Jean-Jacques Languepin
- 1958 : Vacances au paradis
- 1962 : Le Pèlerinage
- 1964 : La Cloche
- 1966 : Le Plus Ancien Visage
- 1966 : La Voûte, d'après une nouvelle de Jean-Pierre Chabrol

### Scénarios
- 1958 : Mon oncle, de Jacques Tati
- 1959 : Sans tambour ni trompette, d'Helmut Kautner
- 1959-1960 : Parigi Cara, Une femme par jour, scénarios écrits avec Roberto Rossellini
- 1962 : Les Trois Morts d'Émile Gauthier, d'Hervé Baslé
- 1963 : La Foire aux cancres, coscénarisé avec Pierre Tchernia
- 1964 : Allez France !, coscénarisé avec Pierre Tchernia, Robert Dhéry, Colette Brosset
- 1966 : Le Père Noël s'est évadé, de Jean-Pierre Marchand
- 1975 : Les Prétendants de madame Berrou, d'Hervé Baslé

### Réalisation d'émissions de télévision
- Hommage à Jouvet, coréalisé avec Jean-Marie Drot (1952)
- Les Halles : la vie à la campagne (1952)
- Plaisir du cinéma (saison 1953-1954)
- Zurich (1954)
- Présence protestante (principalement les saisons 1955, 1957, 1958, 1959, 1962, 1964, 1981, 1982, 1983), émission du pasteur Marcel Gosselin
- C'était pour rire (1958), émission de Jean Thévenot coréalisée avec Charles Prost
- J'ai fait un beau voyage (1959), émission de Roberto Rossellini
- Cinq colonnes à la une : reportages Les spécialités de la mer, Les Allemands aujourd'hui, Colons, Hassan II, Les Coopérants en Tunisie (1960-1961)
- Terre des arts : documentaires La route de l'art, de la Bretagne au Midi, Les Origines de l'art en France, La Grèce (3 sujets, 1963-1964)
- Cinq colonnes à la une, reportages coréalisés avec Jean-Pierre Chabrol : Paroles de Georges Brassens, L'Affaire Cornec (1966)
- Un quart d'heure avec..., émission de Jean-Marie Domenach (saisons 1967-1968)
- Naissance de la sculpture (1968)
- L'Œil en fête : documentaires sur Nicolas de Staël, À la recherche de Vuillard, Léonard de Vinci, ombre et lumière, Le Monde de Van Dongen (1968-1970)
- De la boxe, des rêves et des prisons (1969)
- Une nuit à Paris, coréalisée avec Pierre Nivollet et Jean Kerchbron (1969)
- Les Gendarmes du Pacifique (1976)
- La Polynésie au cœur (série de 4 documentaires, 1979)

### Œuvres posthumes
- 1986 : La Guerre du cochon, série TV de Gérard Chouchan à partir d'un scénario original
- 1991 : Appelez-moi Tonton, série TV de Dominique Baron à partir d'un scénario original, avec Daniel Rialet
- 1992 : La Rue Saint-Jean, court métrage TV de Roger Viry-Babel à partir d'un scénario original
- 1992 : Les Naufragés du service 13, pièce de théâtre créée au Théâtre Gérard Philipe  de Frouard, mise en scène par Denis Milos
- Les Naufragés du service 13, captation de la pièce de théâtre par Roger Viry-Babel

## Distinctions
- Prix Erckmann-Chatrian pour le livre La Communale en 1957
- 7 d'or du meilleur scénario pour le film Le Diable dans le bénitier en 1985

## Hommages

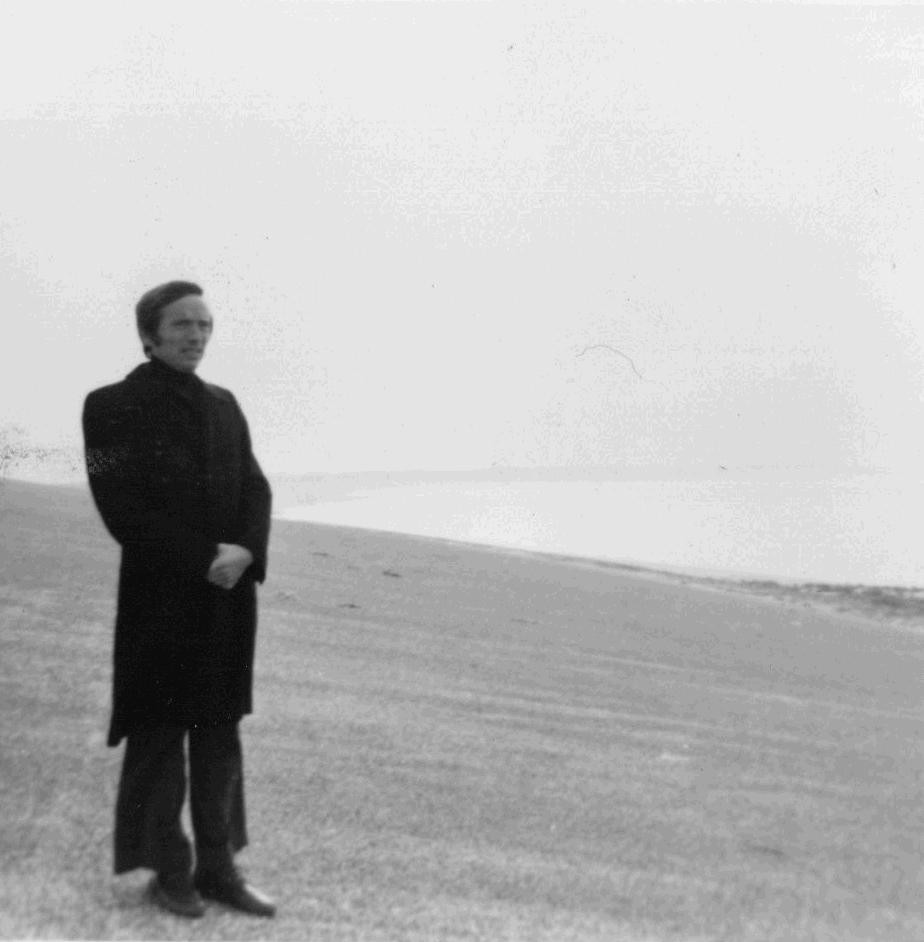
Jean L'Hôte.

- En 1963, Interview imaginaire à propos d'un livre de Jean L'Hôte, réalisée par Jean Royer
- En 1967, Jean-Pierre Chabrol lui dédie son livre L'Illustre Fauteuil et autres récits
- En 1969, la nouvelle Grand-Père à la ville de Jean-Pierre Chabrol se conclut par la citation d'une histoire de Jean L'Hôte (recueil Contes d'outre temps de Jean-Pierre Chabrol)
- En 1970, Jean-Pierre Chabrol dédie son livre Le Canon fraternité : « À Jean L'Hôte qui m'a prêté son canon »
- En 1985, Hervé Baslé et Gilles L'Hôte réalisent un film  Hommage à Jean L'Hôte
- Centre culturel Jean L'Hôte à Neuves-Maisons
- Institut médico-éducatif Jean L'Hôte à Lunéville
- École Jean L'Hôte à Migneville
- Rue Jean L'Hôte à Tomblaine
- Bibliothèque Jean L'Hôte à Longuyon
- École maternelle Jean L'Hôte à Dombasle-sur-Meurthe